# Acyphas anacausta
Acyphas anacausta är en fjärilsart som beskrevs av Edward Meyrick 1891. Acyphas anacausta ingår i släktet Acyphas och familjen tofsspinnare. Inga underarter finns listade i Catalogue of Life.